# Matt Vogel
Matthew Haynes Vogel, detto Matt (Fort Wayne, 3 giugno 1957) è un ex nuotatore statunitense.

## Carriera
Specializzato nella farfalla, Matt, come veniva spesso soprannominato, può vantare nel proprio palmarès due medaglie d'oro alle Olimpiadi. Ai giochi di Montréal 1976 riuscì a vincere la gara dei 100 m farfalla e, assieme ai compagni John Naber, John Hencken e Jim Montgomery, anche la staffetta 4x100 m misti.
Dopo essersi ritirato, nel 1996, è stato inserito nella International Swimming Hall of Fame.

## Palmarès
- Giochi olimpici

Montreal 1976: oro nei 100m farfalla e 4x100m misti.